# Ullmannova reakce
Ullmannova reakce je párovací reakce mezi arylhalogenidy, obvykle katalyzovaná mědí, lze však také použít palladium a nikl. Objevil ji Fritz Ullmann.

## Mechanismus
Mechanismus Ullmannovy reakce byl podrobně zkoumán. Potíže při jeho zkoumání způsobuje skutečnost, že jsou tyto reakce často heterogenní, obzvláště pak při použití kovové mědi. Radikálové meziprodukty při použití elektronové paramagnetické rezonance nebyly pozorovány. Součástí mechanismu by měla být posloupnost oxidační adice a redukční eliminace, v některých případech se skládající z jednoelektronových kroků. Mědité sloučeniny byly pozorovány zřídka. Počáteční organoCu meziprodukty jsou zřejmě měďné sloučeniny s empirickými vzorci ArCu a CuX nebo měďnaté sloučeniny ArCuX (bez započtení ostatních ligandů).
U reakcí katalyzovaných niklem je oxidační adice arylhalogenidu nejdůležitějším krokem.

## Rozsah
Jako příklad Ullmannovy reakce může sloužit přeměna ortho-chlornitrobenzenu na 2,2'-dinitrobifenyl.
U původní podoby Ullmannovy reakce byly potřeba tvrdé reakční podmínky a výtěžky nebylo možné předvídat. Z těchto důvodů byla vytvořena řada vylepšení.
Klasické Ullmannovy reakce jsou omezeny na arylhalogenidy s nedostatkem elektronů a probíhají za tvrdých podmínek. Novější varianty využívající palladium a nikl rozšířily spektrum použitelných substrátů a provedení reakce za mírnějších podmínek, výtěžky však stále nejsou vysoké.
V organické syntéze je tato reakce často nahrazována křížovými párováními katalyzovanými palladiem, jako jsou Heckova, Hijamova a Sonogaširova reakce.
Bifenyleny lze získat s dobrými výtěžky z 2,2-dijodbifenylových či 2,2-dijodbifenyloniových iontů.
Uzavírání kruhu je nejúčinnější u pětičlenných produktů, lze jím však vytvořit i větší cykly.

## Asymetrická a nesymetrická párování
Ullmannovu syntézu biarylů lze využít k tvorbě chirálních produktů z chirálních reaktantů. T. D. Nelson uskutečnil se svými spolupracovníky přípravu asymetrických biarylových sloučenin, za termodynamického řízení tvorby produktu.
Větší diastereoselektivity se dosáhne, pokud jsou na použitý oxazolin navázány objemnější skupiny.
Nesymetrické Ullmannovy reakce se provádějí ojediněle, a to použitím přebytku jednoho z reaktantů.